# Robert Wade King
Robert Wade King   (Los Angeles, 20 de juny de 1906 - Walnut Creek, 29 de juliol de 1965) va ser un atleta estatunidenc, especialista en el salt d'alçada, que va competir durant la dècada de 1920.
El 1928 va prendre part en els Jocs Olímpics d'Amsterdam, on guanyà la medalla d'or en la prova del salt d'alçada del programa d'atletisme.
Abans de graduar-se per la Universitat Stanford guanyà el títol de salt d'alçada de l'IC4A de 1926 i 1928; el de l'AAU de 1927 i el de NCAA de 1928.

## Millors marques
- Salt d'alçada. 1,997 m (1928)[1][2]